# Mieczysław Halka Ledóchowski

Kardinal Ledochowski als Präfekt der Kongregation der Propaganda Fide, Rom (1892)

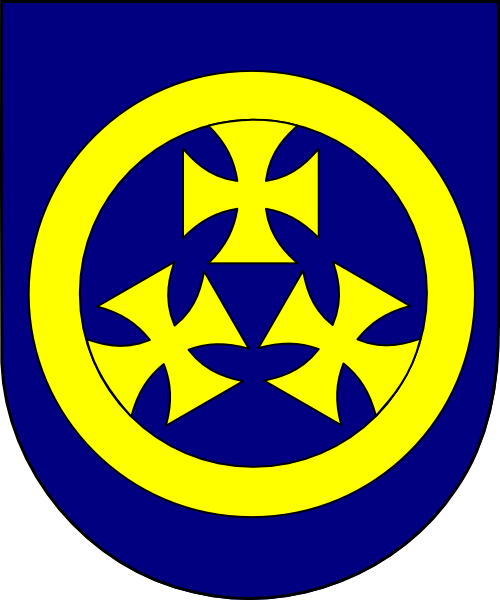
Wappenschild

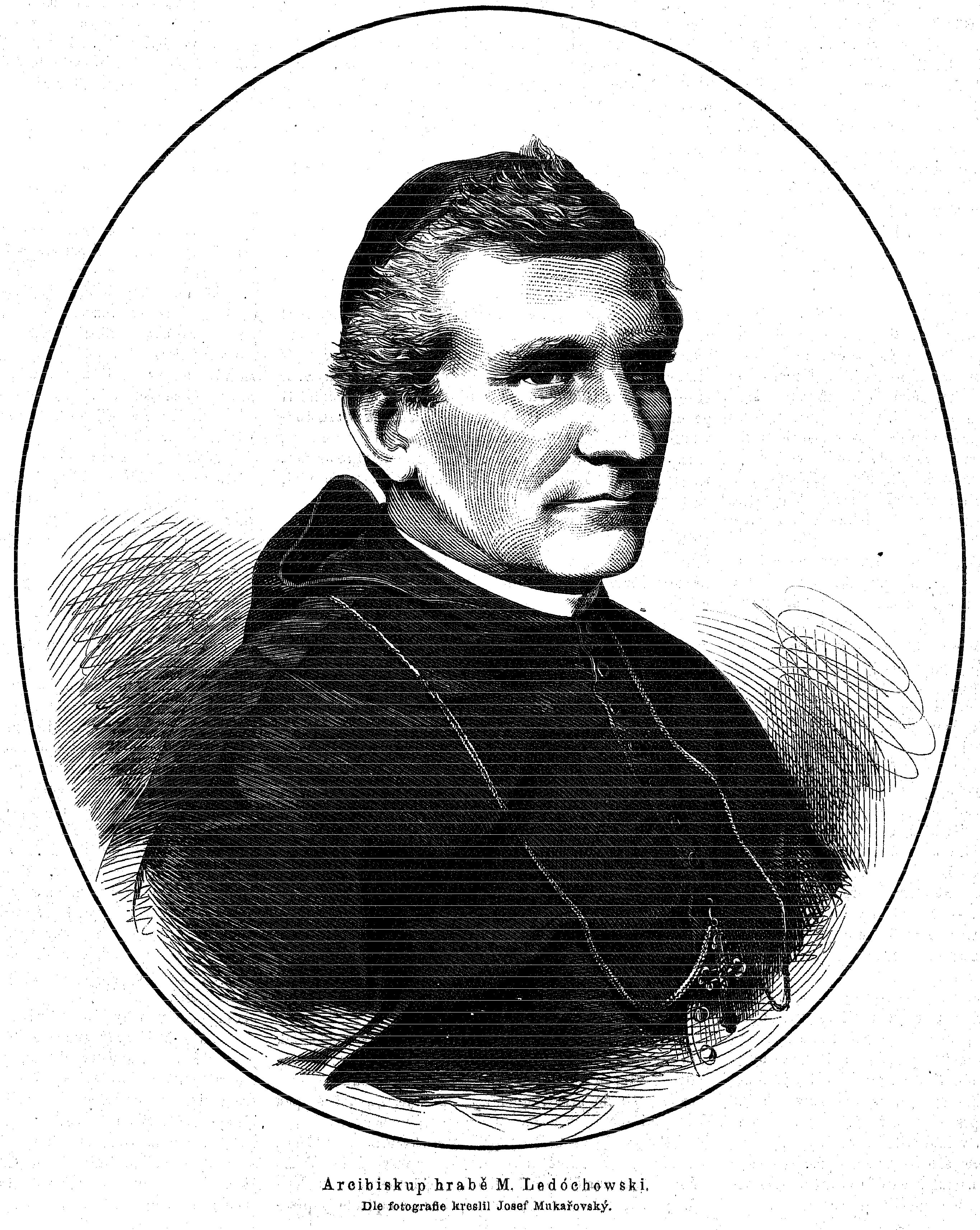
Primas und Erzbischof Mieczysław Halka Ledóchowski (um 1874)

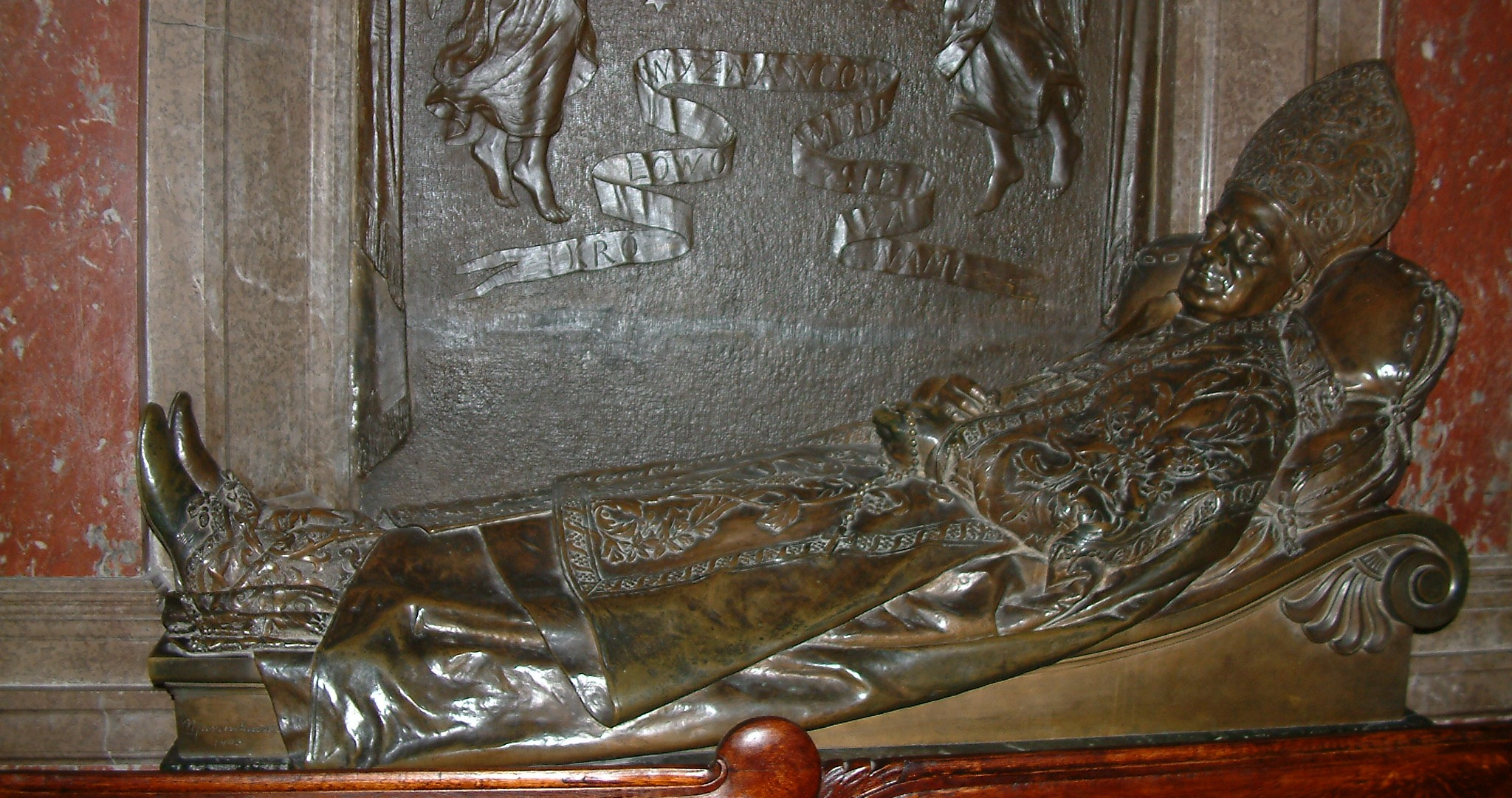
Epitaph für Kardinal Ledochowski in der Kathedrale von Posen von Władysław Marcinkowski

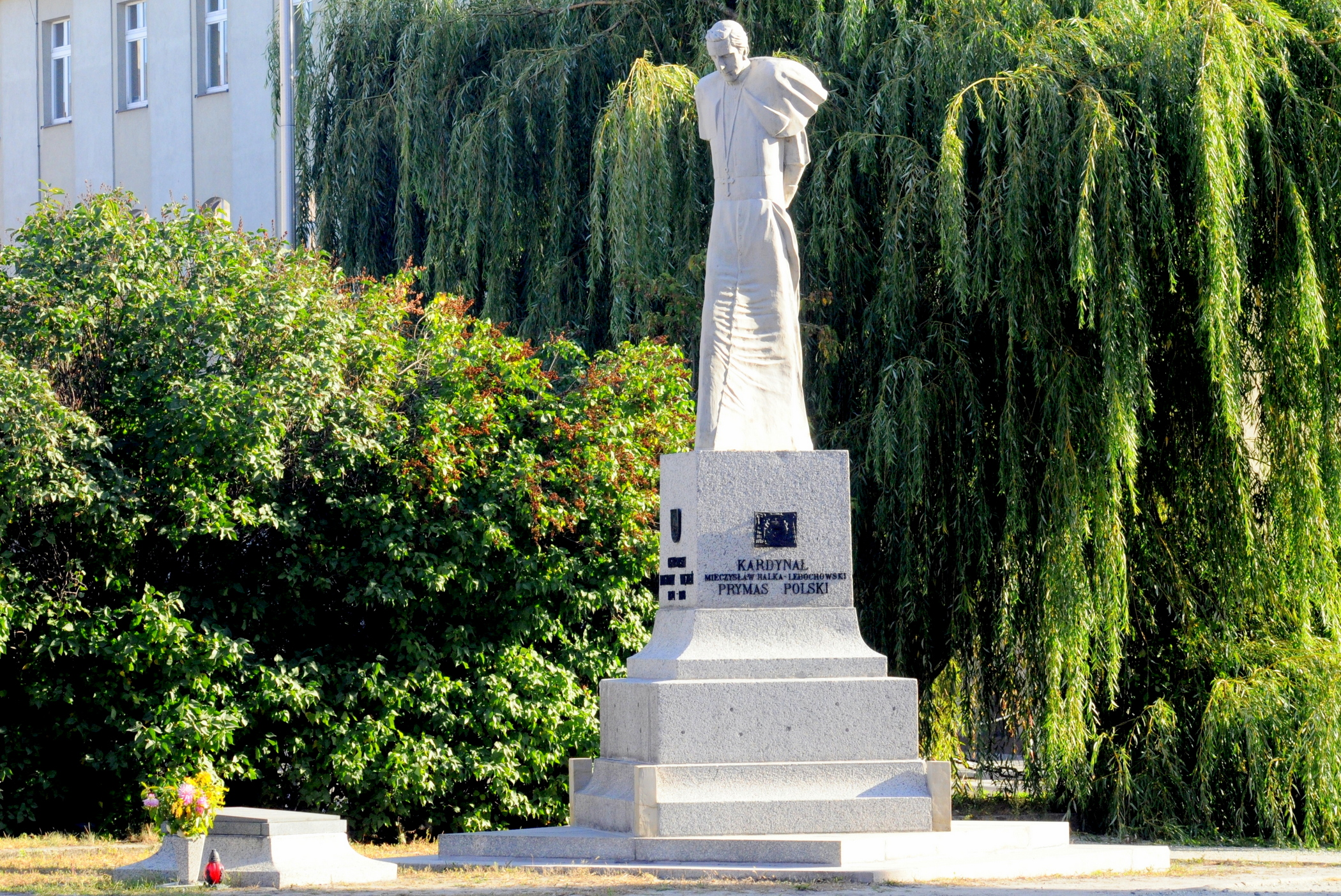
Denkmal in Ostrów Wielkopolski

Mieczysław Kardinal Halka Ledóchowski (* 29. Oktober 1822 in Górki (Diözese Sandomir in Polen); † 22. Juli 1902 in Rom, Italien) war Erzbischof von Gnesen und Posen, Primas von Polen und später ein Kurienkardinal der römisch-katholischen Kirche.

## Leben
Am 13. Juli 1845 empfing Ledóchowski das Sakrament der Priesterweihe. 1861 ernannte ihn Pius IX. am 30. September zum Titularerzbischof von Thebae und am 1. Oktober zum Apostolischen Nuntius in Belgien. Die Bischofsweihe spendete ihm am 3. November desselben Jahres Kardinal Camillo Di Pietro; Mitkonsekratoren waren die Kurienerzbischöfe Salvatore Nobili Vitelleschi und Alessandro Franchi.
Am 8. Januar 1866 ernannte ihn Papst Pius IX. zum Erzbischof von Gnesen und Posen.
1873 begann die preußische Regierung mit der Umsetzung der Kulturkampfpolitik gegen die römisch-katholische Kirche sowie die polnische Kultur (insbesondere die polnische Sprache). In der Folge verbot die preußische Regierung in der Provinz Posen den Gebrauch des Polnischen im Unterricht. Erzbischof Ledóchowski protestierte eindringlich gegen diese Anordnung und ordnete schließlich in einem Rundschreiben an die Religionslehrer an Oberschulen an, Deutsch im Unterricht für die höheren Klassen zu verwenden, das Polnische im Unterricht für die unteren Klassen aber zu erhalten.
Die Religionslehrer folgten dieser Anordnung und wurden von der preußischen Regierung entlassen. Ledóchowski weigerte sich, die Kontrolle über die Priesterseminare von Gnesen und Posen an preußische Behörden abzutreten; sie wurden geschlossen.
Nach mehreren Geldstrafen für verbotene Aktivitäten forderte die Regierung Ledóchowskis Rücktritt.
Er antwortete, dass ihm kein weltliches Gericht ein ihm von Gott verliehenes Amt entziehen könne. Im Februar 1874 wurde er zu 500 Talern Geldbuße und zwei Jahren Gefängnis verurteilt, weil er öffentlich gegen die Maigesetze protestiert hatte, die die Kirche unter staatliche Aufsicht stellten. Dies verschaffte ihm vor allem bei der polnischen Bevölkerung in der Provinz Posen und in Westpreußen und auch bei deutschsprachigen Katholiken den Ruf eines Märtyrers. Auch wurden rund hundert polnische Priester verhaftet, die Priesterseminare von Posen und Gnesen wurden geschlossen. Kurz nachdem Papst Pius IX. den inhaftierten Ledóchowski im März 1875 zum Kardinal erhoben hatte, wurde dieser aus der Haft entlassen, die er unter komfortablen Bedingungen verbüßt hatte.
Im März 1875 ernannte der Papst ihn zum Kardinal. Doch Bismarck ließ ihn wenig später aus dem Deutschen Reich ausweisen; Ledóchowski ließ sich in Rom nieder, blieb aber formal weiterhin Erzbischof von Posen-Gnesen, er regierte sein Bistum von Rom aus mit geheimen Gesandten. Als Kardinalpriester erhielt er die Titelkirche Santa Maria in Aracoeli. Er gehörte auch zu den Kardinälen, die am Konklave von 1878 teilnahmen.
Im Zuge von Bemühungen zur Beilegung des Kulturkampfes trat er am 2. Februar 1886 von seinem Erzbistum zurück. Papst Leo XIII. ernannte Ledóchowski am 26. Januar 1892 zum Präfekten der Kongregation für die Verbreitung des Glaubens (Propaganda Fide). Seit 1896 hatte er San Lorenzo in Lucina als neue Titelkirche. Er war bis zu seinem Tod am 22. Juli 1902 Präfekt. Gegen Ende seines Lebens hatte er ernsthafte Sehprobleme durch grauen Star.
Ledóchowski wurde von Giuseppe Valerga, dem Patriarchen von Jerusalem, in den Ritterorden vom Heiligen Grab zu Jerusalem investiert. Er war Ehrenmitglied der KÖStV Austria Wien im ÖCV.
Sein Neffe zweiten Grades Wladimir Ledóchowski war General der Jesuiten, eine Nichte zweiten Grades die heilige Ordensgründerin Ursula Ledóchowska, eine andere die selige Ordensgründerin Maria Teresia Ledóchowska.